# Artur Dziwirek
Artur Dziwirek (ur. 20 kwietnia 1968 w Białymstoku) – polski artysta fotograf. Członek rzeczywisty Związku Polskich Artystów Fotografików. Prezes Zarządu Okręgu Świętokrzyskiego ZPAF. Członek Klubu Fotograficznego CKF w Kielcach.

## Życiorys
Artur Dziwirek związany ze świętokrzyskim środowiskiem fotograficznym, mieszka i pracuje w Kielcach – fotografuje od lat 80. XX wieku. Miejsce szczególne w jego twórczości (cechującej się minimalizmem i konstruktywizmem) zajmuje fotografia abstrakcyjna, fotografia architektury, fotografia dokumentalna, fotografia krajobrazowa, fotografia podróżnicza, fotografia reklamowa oraz fotografia reportażowa. W 2003 został przyjęty do Klubu Fotograficznego CKF w Kielcach, od 2005 stale współpracuje z Fotoklubem MCK w Ostrowcu Świętokrzyskim. 
Artur Dziwirek jest autorem i współautorem wielu wystaw fotograficznych; indywidualnych, zbiorowych, pokonkursowych (akceptacje i nagrody) oraz poplenerowych. Jego fotografie były prezentowane w Polsce i za granicą (m.in. w Nowym Jorku oraz w Vancouver – w 2012). W latach 2006–2017 był współautorem dorocznych wystaw fotograficznych Fotoklubu MCK w Ostrowcu Świętokrzyskim oraz w latach 2007–2017 współautorem dorocznych wystaw fotograficznych Okręgu Świętokrzyskiego ZPAF. W latach 2012–2017 uczestniczył w cyklicznym Międzynarodowym Przeglądzie Fotograficznym Ponidzie. Jest uczestnikiem i organizatorem wielu plenerów fotograficznych (m.in. w ramach działalności w ZPAF) w Polsce i za granicą (m.in. plener Decentryzm w Józefowie nad Wisłą, plener Wenecja we Włoszech w 2014 roku oraz wiele plenerów Art-Eko organizowanych przez Okręg Świętokrzyski ZPAF (m.in. w Chrobrzu, Opatowie, Ożarowie, Sandomierzu, Sielpi, Starachowicach, Tarczku).
W 2007 został przyjęty w poczet członków rzeczywistych Związku Polskich Artystów Fotografików (legitymacja nr 963), w którym od 2018 roku pełni funkcję prezesa Zarządu Okręgu Świętokrzyskiego ZPAF (kadencja 2023–2026).

## Wystawy indywidualne
- Supremus – Galeria Sztuki Biłasówka (Radoszyce 2019)[21]
- Supremus – Galeria Sztuki Zielona (Busko-Zdrój 2019)[21]
- Negatyw w pozytywie, pozytyw w negatywie – Mała Galeria Fotografii w Muzeum Historii Miasta (Przemyśl 2022)[21]